# 風景の中のニンフ
『風景の中のニンフ』（ふうけいのなかのニンフ、伊: La Ninfa in un paesaggio, 独: Die Nymphe in einer Landschaft, 英: TheNymph in a Landscape）あるいは『休息するヴィーナス』（きゅうそくするヴィーナス、伊: Venere a riposo, 独: Ruhende Venus, 英: Resting Venus）は、ルネサンス期のヴェネツィア派の画家パルマ・イル・ヴェッキオが1518年から1520年頃に制作した神話画である。油彩。牧歌的な風景の中で身を横たえるギリシア神話のニンフないしヴィーナスを描いており、その図像はジョルジョーネの『眠れるヴィーナス』（Venere dormiente）に由来している。現在はドレスデンのアルテ・マイスター絵画館に所蔵されている。

## 作品

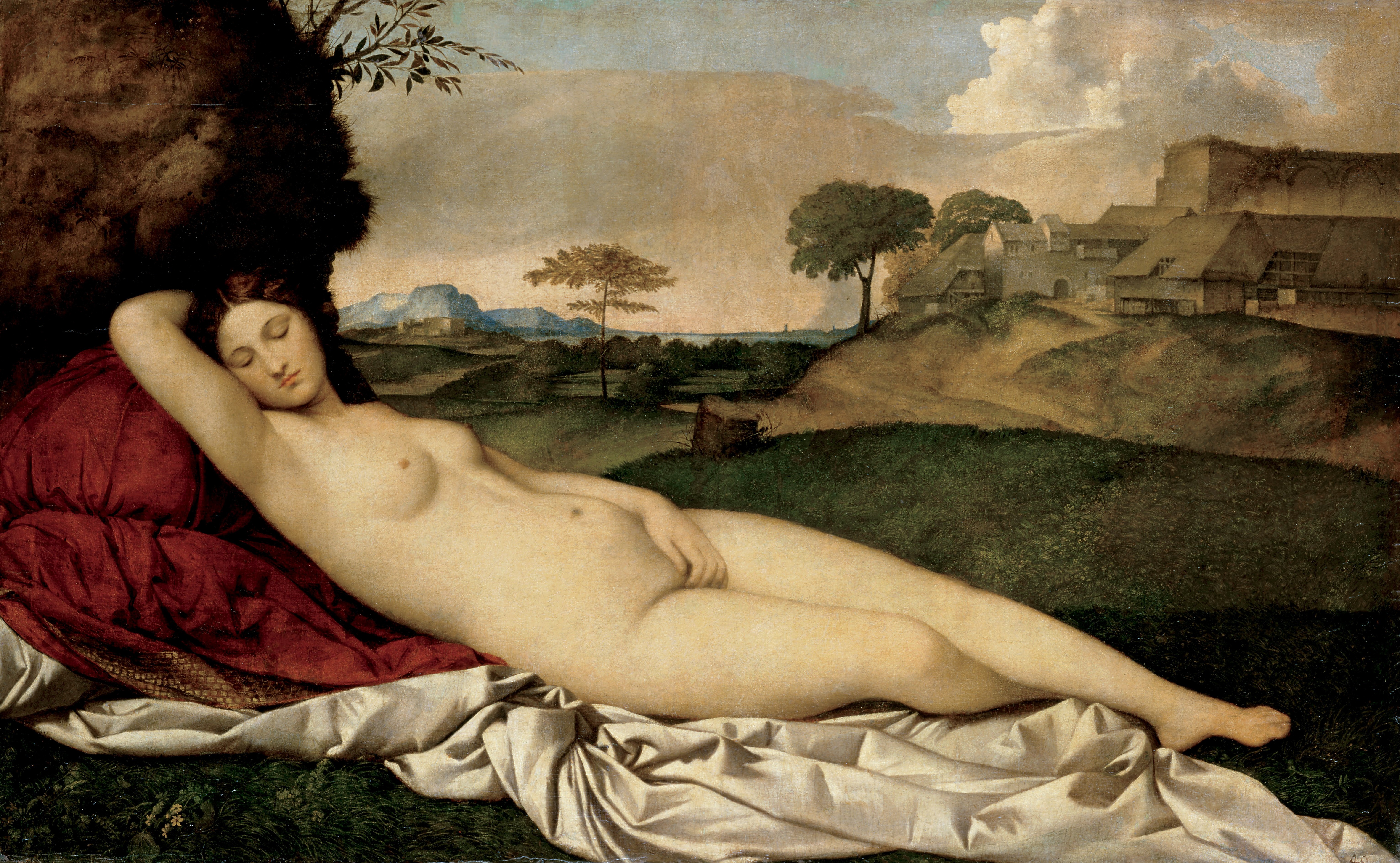
ジョルジョーネの『眠れるヴィーナス』。1510年頃。アルテ・マイスター絵画館所蔵。

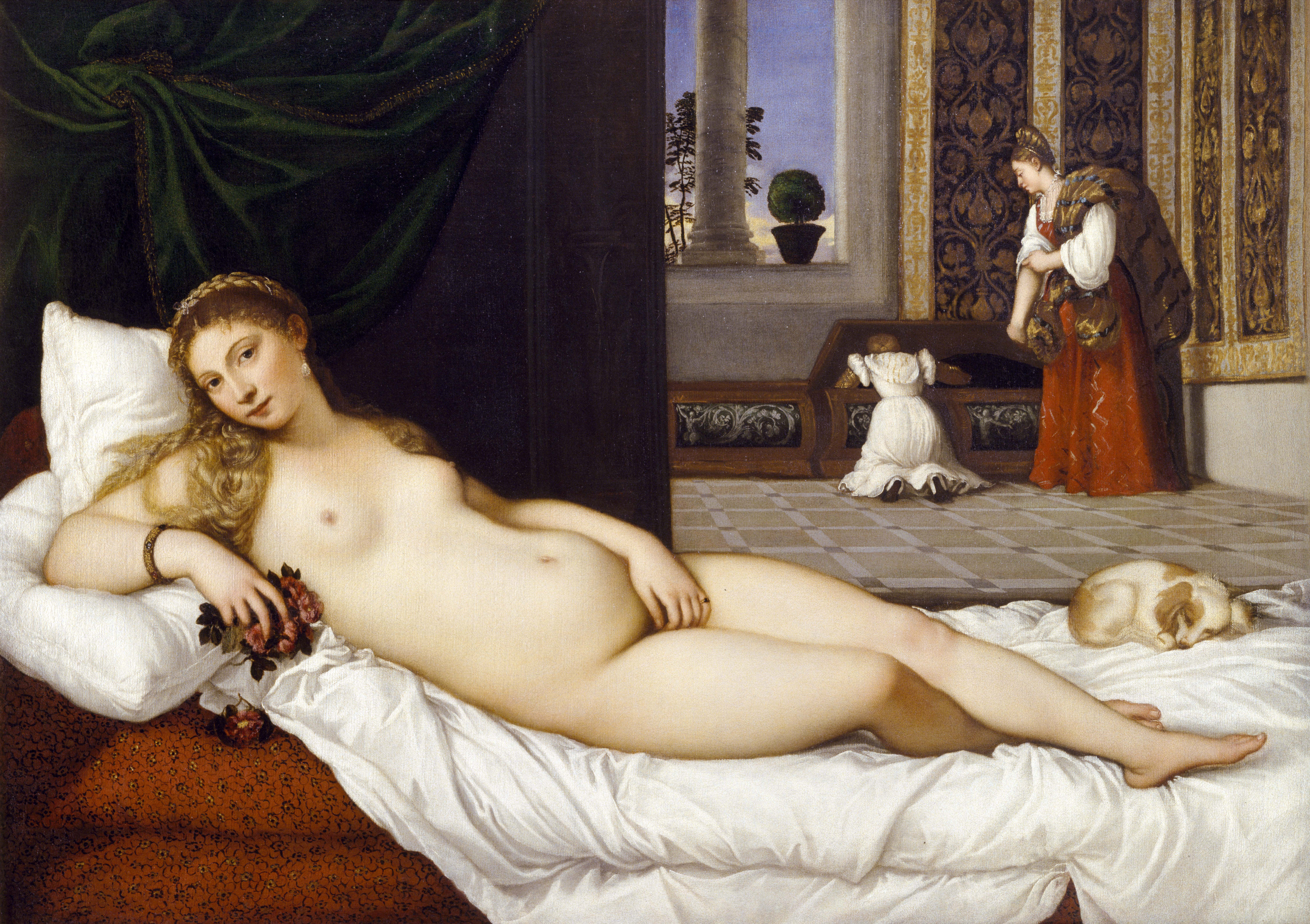
ティツィアーノ・ヴェチェッリオの『ウルビーノのヴィーナス』。1538年頃。ウフィツィ美術館所蔵。

パルマ・イル・ヴェッキオは自然豊かな牧歌的な田園風景の中に横向きで身を横たえた裸婦を描いている。女性の髪はパルマに特徴的な美しいブロンドを持ち、複雑に編み込んだうえで真珠の宝飾品で飾っている。女性は身体の下に自身の脱ぎ捨てた赤いドレスや白のシュミーズを下に敷いている。女性のすぐ背後は崖になっており、衣服を敷いたあたりまで茶色い地面が露出しているのに対し、彼女の両脚は緑の草地の上に投げ出されている。画面右は高い山々の峰が幾重にも重なる風景が遠くまで広がり、山間部にある村落のいくつかの建築物や、曲がりくねった道、小さな人影が見える。
この絵画は同じくアルテ・マイスター絵画館に所蔵されているジョルジョーネの『眠れるヴィーナス』に図像学的に由来しており、横たわったヴィーナスを表していると考える研究者もいる。風景画は絶妙な美しさを誇るが、アントン・ウルリッヒ公爵美術館所蔵の『アダムとイヴ』（Adamo ed Eva）などの裸婦像と同様にデッサンの点でジョルジョーネや後のティツィアーノ・ヴェチェッリオの『ウルビーノのヴィーナス』（Venere di Urbino）といった同主題の作品に比べて正確さに欠ける。
この作品は16世紀初頭の文学作品、特に詩人であり人文主義者であるピエトロ・ベンボの『アーゾロの談論』などの道徳的な作品に含まれるメッセージに触発されたようである。この作品は古代世界では一目見るだけで男性を魅了し、喜びの世界と同時に愛の苦しみの世界に引きずり込むことができる、森のニンフに似ていると考えられていた女性について語っている。したがって、全裸で目を覚ました女性の物憂げで官能的な身体はティツィアーノの『ウルビーノのヴィーナス』ような慎み深さを表す仕草すらなく、道徳的高揚の象徴として風景の中に見られる曲がりくねった道に横たわる障害物であるように見える。
制作年代はおそらくジョルジョーネの作品から約10年後の1520年頃と思われる。

## 来歴
『風景の中のニンフ』はマルカントニオ・ミキエルが1521年頃にフランチェスコ・ツィオ（Francesco Zio）の邸宅で、1532年に再びヴェネツィアの成功した商人アンドレア・オドーニ（Andrea Odoni）の邸宅で見たパルマの『ケレス』（Ceres）と同一の作品である可能性がある。1728年にザクセン選帝侯のコレクションに加わった。

## ギャラリー
アルテ・マイスター絵画館所蔵の他のパルマ作品

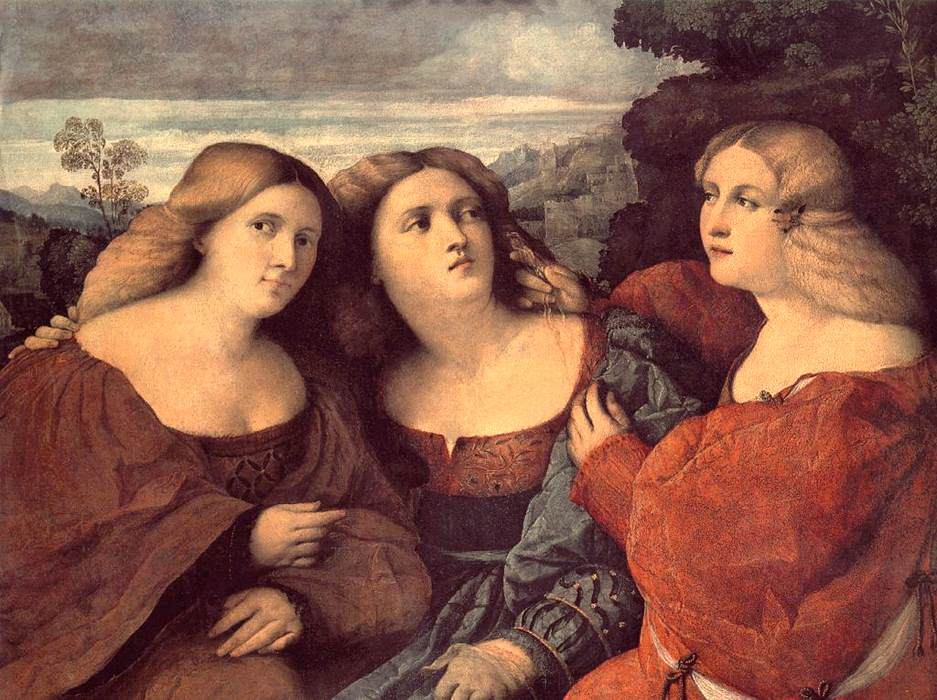
『三人姉妹』1518年-1520年
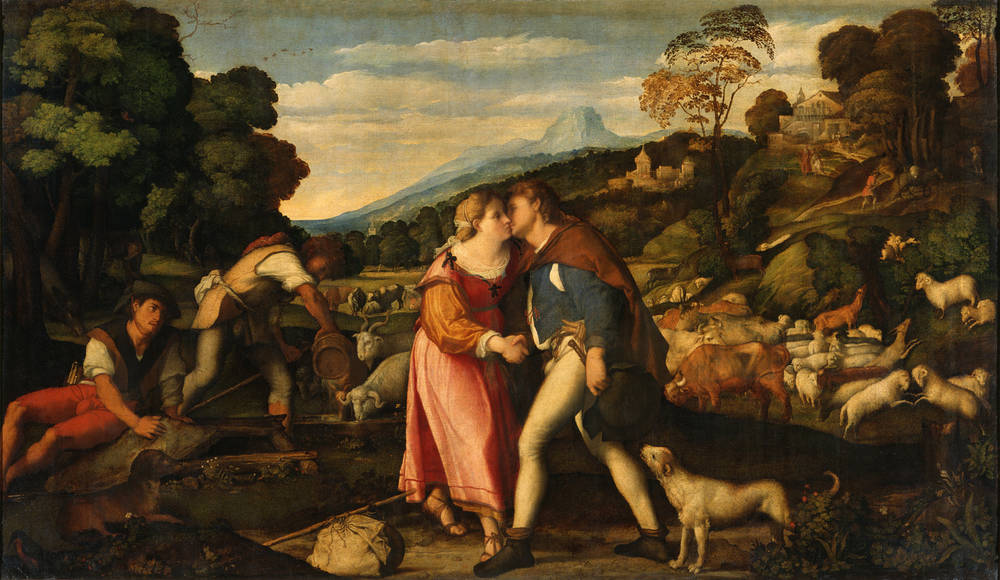
『ヤコブとラケル』1520年-1525年頃